# Eleonora Bentivoglio
Eleonora Bentivoglio (1470 – 10 marzo 1540) è stata una nobildonna italiana, signora consorte di Sassuolo dal 1499 al 1500, poi signora reggente dal 1501 al 1505, essendo il figlio Alessandro troppo giovane per governare, e di nuovo dal 1517 al 1525 in nome del nipote Giberto II.

## Biografia
Nacque poco prima del 2 aprile 1470, figlia di Giovanni II Bentivoglio, Gonfaloniere di Bologna, e di Ginevra Sforza, figlia del signore di Pesaro Alessandro Sforza.
È ritratta insieme a tutta la famiglia Bentivoglio nella pala di Lorenzo Costa.
Ercole I d'Este cedette nel 1499 Sassuolo a Giberto Pio come feudo del ducato di Modena. Essendo Giberto moribondo, l'investitura fu data al piccolo Alessandro, suo primogenito. Morto Giberto, Eleonora resse dal 1501 al 1505 il governo della città per conto del figlio, e ancora dal 1517 al 1525 per conto del nipote.

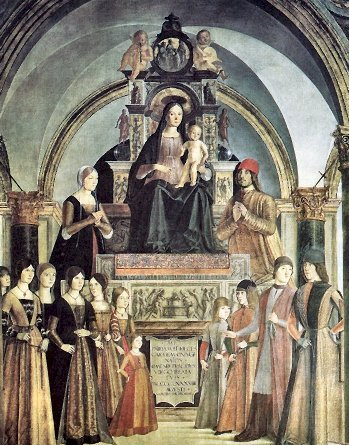
Famiglia Bentivoglio, di Lorenzo Costa.

Il 24 maggio 1503 Eleonora ottenne da Alfonso I d'Este l'autorizzazione a organizzare una fiera a Sassuolo libera da dazi e da altre imposte che all'epoca costituivano oneri tali da rendere difficoltosi i commerci. La fiera si svolge ancora oggi in tutte le domeniche di ottobre.

## Discendenza
Sposò il 7 ottobre 1486 Giberto III Pio di Savoia, co-signore di Carpi, nominato due anni prima capitano di Bologna da Giovanni II Bentivoglio.
Ebbero sei figli:
- Alessandro (26 ottobre 1487-aprile 1517), suo successore nella signoria di Sassuolo;
- Gerolamo (?-25 ottobre 1528)[9], uomo d'armi al servizio degli Estensi, decapitato a Ferrara per reo di congiura;[10]
- Costanzo, letterato;
- Marco (10 maggio 1497-14 settembre 1544)[11], ambasciatore degli Estensi, marito di Lucrezia Roverella, padre di Enea ed Ercole e avo di Marco Pio di Savoia, ultimo signore di Sassuolo.[10]
- Ippolita (1492-1554), monaca al Corpus Domini di Bologna[12];
- Eleonora (1493-1556), monaca al Corpus Domini di Bologna[12].

## Ascendenza
|                         |                        |                                 | Genitori            |  |  | Nonni |  |  | Bisnonni                   |  |  | Trisnonni              |  |
|                         |                        |                                 |                     |  |  |       |  |  | Anton Galeazzo Bentivoglio |  |  | Giovanni I Bentivoglio |  |
|                         |                        |                                 |                     |  |  |       |  |  | Anton Galeazzo Bentivoglio |  |  | Giovanni I Bentivoglio |  |
|                         |                        | Elisabetta da Castel San Pietro |                     |  |  |       |  |  | Anton Galeazzo Bentivoglio |  |  |                        |  |
| Annibale I Bentivoglio  |                        |                                 |                     |  |  |       |  |  | Anton Galeazzo Bentivoglio |  |  |                        |  |
|                         |                        | Francesca Gozzadini             | Gozzadino Gozzadini |  |  |       |  |  |                            |  |  |                        |  |
|                         |                        | Francesca Gozzadini             | Gozzadino Gozzadini |  |  |       |  |  |                            |  |  |                        |  |
|                         |                        | Francesca Gozzadini             | Costanza Scappi     |  |  |       |  |  |                            |  |  |                        |  |
| Giovanni II Bentivoglio |                        | Francesca Gozzadini             |                     |  |  |       |  |  |                            |  |  |                        |  |
|                         |                        | Lancillotto Visconti            | Bernabò Visconti    |  |  |       |  |  |                            |  |  |                        |  |
|                         |                        | Lancillotto Visconti            | Bernabò Visconti    |  |  |       |  |  |                            |  |  |                        |  |
|                         |                        | Lancillotto Visconti            | Donnina Porro       |  |  |       |  |  |                            |  |  |                        |  |
| Donnina Visconti        |                        | Lancillotto Visconti            |                     |  |  |       |  |  |                            |  |  |                        |  |
|                         |                        | …                               | …                   |  |  |       |  |  |                            |  |  |                        |  |
|                         |                        | …                               | …                   |  |  |       |  |  |                            |  |  |                        |  |
|                         |                        | …                               | …                   |  |  |       |  |  |                            |  |  |                        |  |
| Eleonora Bentivoglio    |                        | …                               |                     |  |  |       |  |  |                            |  |  |                        |  |
|                         | Muzio Attendolo Sforza | Giovanni Attendolo              |                     |  |  |       |  |  |                            |  |  |                        |  |
|                         | Muzio Attendolo Sforza | Giovanni Attendolo              |                     |  |  |       |  |  |                            |  |  |                        |  |
|                         | Muzio Attendolo Sforza | Elisa Petraccini                |                     |  |  |       |  |  |                            |  |  |                        |  |
| Alessandro Sforza       | Muzio Attendolo Sforza |                                 |                     |  |  |       |  |  |                            |  |  |                        |  |
|                         |                        | Lucia Terzani                   | …                   |  |  |       |  |  |                            |  |  |                        |  |
|                         |                        | Lucia Terzani                   | …                   |  |  |       |  |  |                            |  |  |                        |  |
|                         |                        | Lucia Terzani                   | …                   |  |  |       |  |  |                            |  |  |                        |  |
| Ginevra Sforza          |                        | Lucia Terzani                   |                     |  |  |       |  |  |                            |  |  |                        |  |
|                         |                        | …                               | …                   |  |  |       |  |  |                            |  |  |                        |  |
|                         |                        | …                               | …                   |  |  |       |  |  |                            |  |  |                        |  |
|                         |                        | …                               | …                   |  |  |       |  |  |                            |  |  |                        |  |
| …                       |                        | …                               |                     |  |  |       |  |  |                            |  |  |                        |  |
|                         |                        | …                               | …                   |  |  |       |  |  |                            |  |  |                        |  |
|                         |                        | …                               | …                   |  |  |       |  |  |                            |  |  |                        |  |
|                         |                        | …                               | …                   |  |  |       |  |  |                            |  |  |                        |  |
|                         |                        | …                               |                     |  |  |       |  |  |                            |  |  |                        |  |